# 长项站
長項站（：／ Janghang yeok */?）是長項線沿線的一座鐵路車站，位于韓國忠清南道舒川郡馬西面德岩里，有新村號、無窮花號及西海金光列車等車種停靠。

## 历史
- 2008年1月1日 - 落成使用。

## 相鄰車站
韓國鐵道公社
長項線
舒川－長項－群山